# Park Narodowy Las Hermosas-Gloria Valencia de Castaño
Park Narodowy Las Hermosas-Gloria Valencia de Castaño (hiszp. Parque nacional natural Las Hermosas-Gloria Valencia de Castaño) – park narodowy w Kolumbii położony w departamentach Tolima i Valle del Cauca. Został utworzony 5 lutego 1977 roku i zajmuje obszar 1247,12 km². Park początko nosił nazwę Las Hermosas ale zmieniono ją na obecną w 2012 roku. Na południe od niego znajduje się Park Narodowy Nevado del Huila.

Páramo pokrywające dużą część parku

## Opis
Park obejmuje fragment Kordyliery Środkowej, w dorzeczach rzek Cauca i Magdalena, na wysokościach od 1600 do 4500 m n.p.m. Najwyższy szczyt to Cerro de Tres Letras (4581 m). Znajdują się tu liczne rzeki i 387 jezior polodowcowych. Niżej położoną część parku pokrywa tropikalny wilgotny las górski (do wysokości 3600 m n.p.m.). Wyżej występuje paramo. Południowa otulina parku (Heretic River Basin) została w 2008 roku zakwalifikowana przez BirdLife International jako ostoja ptaków IBA. 
Średnia roczna temperatura w parku wynosi w zależności od wysokości od +1 °C do +21 °C, a średnie roczne opady około 2500 mm.

## Flora
W parku rośnie zagrożona wyginięciem (EN) Juglans neotropica, narażone na wyginięcie (VU) Ceroxylon quindiuense i Aniba perutilis, a także m.in.: Podocarpus oleifolius, Passiflora tenerifensis, Espeletia hartwegiana, Espeletia grandiflora, Ocotea heterochroma, Chuquiraga jussieui.

## Fauna
Z ssaków w parku żyje zagrożony wyginięciem (EN) tapir górski, narażone na wyginięcie (VU) ocelot tygrysi, mazama karłowata, ponocnica lemurowata i andoniedźwiedź okularowy, a także m.in.: puma płowa, ocelot wielki, pudu północny, paka nizinna, wyjec rudy, mazama ruda, mulak białoogonowy, wydrak długoogonowy.
Ptaki tu występujące to zagrożone wyginięciem (EN) amazoneczka żółtolica i andowik, narażone na wyginięcie (VU) żółtoliczka i stokówka rdzawoczelna, a także m.in.: złotopiórka, sterniczka jamajska, zbrojówka i gołębik kolumbijski.